# San Miguel, Las Margaritas
San Miguel är en ort i Mexiko.   Den ligger i kommunen Las Margaritas och delstaten Chiapas, i den sydöstra delen av landet, 800 km öster om huvudstaden Mexico City. San Miguel ligger 1 985 meter över havet och antalet invånare är 159.
Terrängen runt San Miguel är huvudsakligen kuperad. San Miguel ligger uppe på en höjd. Runt San Miguel är det ganska glesbefolkat, med 30 invånare per kvadratkilometer. Närmaste större samhälle är Veinte de Noviembre, 17,0 km nordväst om San Miguel. I omgivningarna runt San Miguel växer huvudsakligen savannskog.